# Gentile da Leonessa
Gentile da Leonessa, nato Gentile Colantonio Beccarini Brunori (Sant'Angelo in Trigillo di Leonessa, gennaio 1408 – Manerbio, ante 14 aprile 1453), è stato un condottiero italiano, signore di Montegiove.

## Biografia
Nato a Sant'Angelo in Trigillo, frazione di Leonessa, ora in provincia di Rieti, in realtà il suo vero nome era Gentile Colantonio Beccarini Brunori. Assunse il nome della città natale come cognome di guerra.
Era stato compagno d'armi del Gattamelata, alle dipendenze di Ceccolo Broglia, signore di Assisi. Successivamente nel 1410 il Gattamelata aveva sposato la sorella di Gentile, il quale fece carriera sulla scia del cognato, grande condottiero.
Gentile da Leonessa si mise in luce combattendo nelle Marche contro Niccolò Piccinino, poi passò sotto il servizio della Repubblica di Venezia e rivelò buone doti di condottiero combattendo contro Francesco Sforza.
Nel 1451 venne nominato capitano generale delle forze veneziane. La carica era contesa da tre condottieri: Bartolomeo Colleoni, Niccolò Piccinino e Gentile da Leonessa. Alla fine fu scelto quest'ultimo, grazie alla parentela e alla sua abilità nel manovrare le amicizie. Inimicatosi pertanto il Colleoni, morì combattendo contro di lui a Manerbio, presso Brescia, attorno alla metà di aprile (certamente prima del 14). Fu sepolto nella chiesa di Sant'Alessandro a Brescia, i cui lavori di restauro aveva lui stesso sovvenzionato pochi mesi prima.